# Massengräber in Kidričevo
In der Gemeinde Kidričevo befinden sich zwei Massengräber, die mit dem OZNA-Lager Sterntal aus dem Jahr 1945 in Verbindung stehen. 
- Das Massengrab Sterntal 1 (slowenisch: Grobišče Sterntal 1) wurde in den 1980er Jahren bei Ausgrabungsarbeiten in der Talum-Fabrik[1] freigelegt. Die Überreste wurden entfernt und auf undokumentierte Weise entsorgt. Das Grab befindet sich auf einer Wiese hinter der Fabrik.[2]

- Das Massengrab Sterntal 2 (Grobišče Sterntal 2) enthält die Leichen von Häftlingen aus dem Lager Sterntal. Es liegt in einer Höhle in einem Pinienhain gegenüber dem Eingang zum ehemaligen Lager, etwa 50 Meter von der Straße entfernt.[3]